# NGC 6220
NGC 6220 é uma galáxia espiral (Sab) localizada na direcção da constelação de Ophiuchus. Possui uma declinação de -00° 16' 30" e uma ascensão recta de 16 horas, 47 minutos e 13,2 segundos.
A galáxia NGC 6220 foi descoberta em 19 de Junho de 1887 por Lewis A. Swift.